# Christophe Forest
Christophe Forest, né le 18 mars 1969 au Creusot, est un ancien footballeur français évoluant au poste de défenseur central et il est depuis reconverti comme entraîneur. Il est l'entraîneur de l'équipe féminine du FC Montceau Bourgogne en Régional 1.

## Biographie

### Carrière de joueur
- 1987-1989:  FC Montceau Bourgogne (22 matchs D2)
- 1995-2003:  Angoulême CFC (105 matchs de National entre 1998 et 2003)
- 2003-2006:  Stade brestois (33 matchs de National puis 44 matchs de Ligue 2)

Il accède avec Brest à la montée en Ligue 2 lors de la saison 2003-2004. Il arrête sa carrière de joueur à la fin de la saison 2005-2006 à 37 ans.

### Carrière d'entraîneur
- 2006-2010 :  Stade brestois (Ligue 2)
- 2010-2012 :  Stade brestois (Ligue 1)

Il est l'adjoint des entraîneurs successifs : Pascal Janin jusqu'en octobre 2008, Gérald Baticle jusqu'en mai 2009 et enfin Alex Dupont jusqu'en 2012.
Il accède avec Brest à la montée en Ligue 1 à la fin de la saison 2009-2010.
Le club réalise alors un excellent début de saison 2010-2011
Pendant cinq ans, il encadre aujourd'hui le sport-études du Lycée Marguerite de Valois à Angoulême (seconde, première, terminale). En janvier 2017, il reprend du service en prenant les rênes d'une équipe de 1re division de district (Js Garat Sers Vouzan). Alors qu'il devait initialement rebondir à Saintes pour la saison suivante, il revient finalement au Stade brestois en prenant cette fois en charge l'équipe féminine évoluant en D2. Après quatre ans au même niveau, Daniel Le Roux, le président de l'Association du Stade Brestois, fait le bilan et estime que l'équipe a progressé, la section s'est structurée, mais le sportif est décevant, la meilleure saison étant la première. Ainsi, Christophe Forest quitte le Stade brestois « en bons termes ».
En mai 2021, il est nommé à la tête du Dijon FCO en D1, en remplacement de Yannick Chandioux. Au bout de 18 mois au club et à la suite d'une accumulation de défaites, son contrat est résilié d'un commun accord le 16 décembre 2022.
Aujourd'hui nouvel entraîneur du FC Montceau Bourgogne responsable de l'équipe Fanion qui évolue en N3.